# Радеєве (зупинний пункт)
Радеєве (біл. Радзеева) — зупинний пункт Гомельського відділення Білоруської залізниці на електрифікованій лінії Гомель — Жлобин між зупинними пунктами Бусли та Череток. Розташований за 3,2 км на північний захід від села Радеєве Буда-Кошельовського району Гомельської області.